# Told You So
Told You So este o piesă a formației britanice Depeche Mode. Piesa a apărut pe albumul Construction Time Again, în 1983.